# ひとりごと (新山詩織の曲)
「ひとりごと」は、2013年11月13日、ビーイングから発売された新山詩織3枚目のシングル。

## 解説
前作に続きサウンドプロデュースは笹路正徳。作曲は吉木絵里子が担当した初の非自作曲。TBS系「COUNT DOWN TV」11月度エンディング・テーマ。
カップリングには奥田民生「イージュー★ライダー」のカバーを収録。これは、笹路から勧めたもので、このカバー曲の原曲は新山の生まれ年と同じ年である1996年に発売されたためである。

## 収録曲
全曲 編曲：笹路正徳
1. ひとりごと
作詞：新山詩織　作曲：吉木絵里子
2. イージュー★ライダー
作詞・作曲：奥田民生
3. ひとりごと (instrumental)

## レコーディング参加
- 新山詩織 - ボーカル、ギター
- 土方隆行 - ギター
- 美久月千晴 - ベース
- 河村“カースケ”智康 - ドラム
- 笹路正徳 - キーボード、ギター